# Doulevant-le-Château
Doulevant-le-Château – miejscowość i gmina we Francji, w regionie Grand Est, w departamencie Górna Marna. Nazwa miejscowości pochodzi od imienia św. Lupencjusza (Domnus Lupentius).
Według danych na rok 1990 gminę zamieszkiwało 455 osób, a gęstość zaludnienia wynosiła 21 osób/km².